# Beaver Dam (Arizona)
Pour les articles homonymes, voir Beaver Dam et Beaver.
Beaver Dam est une census-designated place du comté de Mohave, dans l'État de l'Arizona, aux États-Unis. En 2020, elle compte une population de 1 552 habitants.